# Ethereum
Ethereum é uma plataforma descentralizada capaz de executar contratos inteligentes e aplicações descentralizadas usando a tecnologia blockchain. São aplicações que funcionam exatamente como programadas sem qualquer possibilidade de censura, fraude ou interferência de terceiros, isso porque o contrato é imutável. Ele possui uma máquina virtual descentralizada Turing completa, a Ethereum Virtual Machine (EVM), que pode executar scripts usando uma rede internacional de nós públicos.
O Ethereum foi fundado por Vitalik Buterin em janeiro de 2014, e formalmente apresentado para a comunidade na forma de um white paper. A definição formal da Virtual Machine do Ethereum (EVM) foi escrito por Gavin Wood.
O Ethereum foi financiado como um projeto de crowdfunding, o terceiro maior projeto já financiado desta forma na história, e foi lançado em 30 de julho de 2015.
Em 2016 ocorreu um fork no Ethereum e seu blockchain foi dividido em dois graças ao colapso do projeto The DAO, e com isso nasceu o Ethereum Classic.

## Conceito
O Ethereum utiliza a tecnologia blockchain que é capaz de armazenar registros de transações num arquivo que é uma espécie de livro razão, distribuída e de segurança garantida por criptografia. As transações publicadas na blockchain são verificadas e validadas pelos próprios usuários num processo conhecido como mineração que ocorre via execução de códigos de natureza criptográfica, sendo assim, o sistema pode funcionar num protocolo distribuído recompensando seus usuários pelo poder computacional empregado por eles. Contratos inteligentes "assinados" na blockchain do Ethereum e a mineração são pagos em ether, o token da plataforma.
Porém, o ponto que torna o Ethereum diferente das altcoins⁣, em geral, e o diferencial da moeda digital mais difundida (o bitcoin), é que o Ethereum visa levar a tecnologia da blockchain e os contratos inteligentes para "tudo" que possa ser programado.
O princípio é que toda transação, registro, execução de código distribuído, assinatura de contrato digital, ou qualquer outra aplicação executada na rede Ethereum, seja paga em ether, sendo assim, o Ethereum pode ser considerado um grande computador (de escala planetária) onde usuários pagam pela quantidade de recurso utilizado.

## Ether
O Ether é uma moeda digital utilizada na plataforma do Ethereum para rodar os contratos inteligentes, serviços computacionais na rede e para pagar taxas aos mineradores. O ether é negociado nas corretoras com o código ETH.
Usuários podem conseguir ether por um dos seguintes métodos:
- Mineração (para qual é necessário um computador com uma Unidade de Processamento Gráfico (GPU)

atual para execução dos códigos criptográficos)														
- Recebimento de doações de outros usuários.
- Troca por ativos digitais (Bitcoin, Zcash, Monero, Nym e etc).
- Realizar a compra e câmbio através de corretoras (Binance, Brasil Bitcoin, Blockchain.com)

Ether utiliza-se de estrutura de programação que utiliza pontos flutuantes permitindo que ele seja fracionado em escalas decimais muito pequenas. Ethers são divididos em unidades menores cujos nomes fazem referência a pessoas envolvidas com o desenvolvimento das tecnologias de criptografia, moedas digitais e contratos inteligentes: Finney, Szabo, Wei. Além disso, há outras unidades que não constam no texto original, mas têm sido utilizadas pelos usuários, fazendo referência a personalidades da computação.

## Criador
Russo e também naturalizado canadense, Vitalik Buterin é escritor, programador e cofundador do Ethereum. Aluno da Universidade de Waterloo no curso de Ciências da Computação, abandonou o curso após receber uma bolsa pelo projeto do Ethereum no valor de 100 mil dólares, passando então a se dedicar integralmente ao projeto. Vitalik também participou da criação da revista Bitcoin Magazine em maio de 2012.

## Desenvolvimento
Ethereum é um projeto de código aberto. O desenvolvimento propriamente dito começou em dezembro de 2013 sendo as primeiras implementações em Go e C++ liberadas para avaliação de usuários em fevereiro de 2014. Desde então vários updates foram lançadas até a versão de release (Frontier) ser lançada em julho de 2015.
A versão de Release atual é considerada pelos próprios desenvolvedores instável e não-segura, sendo os usuários da rede responsáveis pelo risco do uso e orientados a tomarem as devidas precauções.
O desenvolvimento foi financiado como projeto de crowdfunding de mais de 18 milhões de dólares.

## ERC
ERC (que significa Ethereum Request for Comments) é um conjunto de diretrizes e padrões técnicos utilizados pelos desenvolvedores para construção e melhorias na rede Ethereum.
Para a criação de ERCs, é necessário que os desenvolvedores submetam uma EIP (Ethereum Improvement Proposal) e, após a aprovação por um comitê e sua finalização, ela se transforma numa nova ERC com seu número único de identificação.

## ERC20
Nos contratos inteligentes fornecedores de tokens é utilizado o padrão ERC-20, que permite a interoperabilidade e garante que os mesmos sejam utilizados por outros contratos inteligentes ou aplicações descentralizadas (DApps). Este padrão também permite que todos os tokens possam ser rastreados na rede Ethereum e visualizados na sua carteira digital. Para que o contrato inteligente esteja adequado ao padrão ERC-20, ele deve utilizar 6 funções obrigatórias e 2 eventos (acionados conforme a chamada de determinada função) e, opcionalmente, 3 funções de informação. Abaixo podemos constatar a lista das funções e, resumidamente, para que servem [entre colchetes]:
- Funções obrigatórias
  - totalSupply [número total de tokens do contrato]
  - balance0f [armazena e retorna o valor de tokens de um endereço]
  - transfer [fornece a transferência de tokens para um endereço]
  - transferFrom [permite que o contrato transfira tokens em nome do proprietário]
  - approve [fornece autorização ao endereço para transferir tokens em nome do proprietário]
  - allowance [verifica a quantidade de tokens aprovados pelo proprietário para utilização por um endereço]
- Eventos
  - Transfer [acionado quando tokens são transferidos]
  - Approval [acionado quando a função approve é chamada]  Funções de Informação
- Informações opcionais
  - name [nome do token]
  - symbol [símbolo do token com o máximo de 3 caracteres]
  - decimal [numero de dígitos após o ponto decimal, com valor máximo de 18]

## ERC721
ERC-721 é um padrão de tokens no Ethereum para NFTs (tokens não fungíveis).

## ERC1155
ERC-1155 é um padrão de tokens no Ethereum para NFTs e ao mesmo tempo ativos fungíveis. 
Muito utilizado em games, devido a essas propriedades, porém não se aplica somente a essas finalidades. ￼

## Protocolo Casper
Protocolo Casper irá migrar a rede do Ethereum de proof-of-work (Pow) para proof-of-stake (Pos), com isso qualquer pessoa poderá guardar seus ethers na rede e se tornar um validador recebendo dividendos por isso.
A maioria das moedas como o Bitcoin usam o POW para segurar suas redes. Nessa categoria de consenso os mineradores precisam resolver o quebra-cabeça para minerar as transações e adicioná-las ao blockchain, o problema é que esse processo requer uma quantidade absurda de energia, por isso os desenvolvedores resolveram migrar a rede de Ethereum para o POS.
Além de outros benefícios, o protocolo Casper também pretende fazer uma migração gradual. No começo existirão mineradores e validadores atuando ao mesmo tempo. A quantidade de poder necessário dos mineradores irá diminuir com o tempo, até a rede estar composta apenas por PoS. Essa mudança gradual dá tempo aos mineradores de migrarem para outros negócios e impede que aconteça um Hard Fork na rede, pois isso geraria uma Blockchain que trabalha com PoS e uma que trabalhe com PoW.

## Transações
Vitalik Buterin, criador e fundador do Ethereum, disse que a rede poderá processar 1 milhão de transações por segundo e com uma potencialização para mais de 100 milhões, o fundador do Ethereum afirmou que os desenvolvedores estão atualmente testando a segunda camada das novas soluções de escala na rede, o que pode tornar o Ethereum capaz de suportar aplicativos descentralizados de larga escala e com milhões de usuários.
Segundo ele, a razão pela qual acha que a camada 1 e a camada 2 (redes) são complementares, é porque, matematicamente, os ganhos de escalabilidade dessas camadas se multiplicarão, se você tiver uma solução de Sharding, ela poderá aumentar a escalabilidade do Ethereum em um fator de 100 ou, eventualmente, até mais.

## Confiança[12]
Há várias razões para se preferir um Smart Contract no lugar de um contrato tradicional. Primeiramente, há a eficiência ganha quando os diversos resultados do contrato são calculados e executados instantaneamente, sem a necessidade de cartórios, advogados, transferências bancárias e etc. Mais importante, porém, está a segurança ganha em garantir que nenhuma das partes poderá faltar com as suas obrigações (tais como definidas no código do contrato), calotear outra das partes ou de alguma maneira deixar de cumprir o acordo estabelecido. 
A vantagem principal de uma blockchain é permitir a troca de informações entre partes que não se conhecem e não confiam umas nas outras, sem a necessidade de que haja uma entidade central que assume o papel de árbitro. Isto é desejável porque elimina tal árbitro como um ponto de vulnerabilidade na interação entre as partes, isto é, não é possível a nenhuma das partes subverter o árbitro em seu favor, já que este, na verdade é o consenso da maioria.
O blockchain também permite uma vantagem quase paradoxal na qual, mesmo que as partes se mantenham anônimas entre si, ainda assim é possível garantir a identidade um do outro.
Uma vulnerabilidade que o Ethereum não consegue eliminar é a dos próprios códigos. Cada um é responsável pelos contratos que submete e dos quais participa. A falha humana é um fator impossível de ser eliminado nestes casos e eventualmente descobrem-se maneiras de explorar uma brecha no código. O caso mais famoso, a perda de cerca de 150 milhões de dólares no The DAO ocorreu por uma falha deste tipo. 
Outro problema que tem ocorrido na rede é o de fraudes de investimento (esquemas Ponzi). Um contrato é criado para que as pessoas possam investir em algo que pareça promissor, elas inicialmente parecem estar tendo grandes ganhos para que invistam mais e atraiam mais investidores e então o contrato acaba, alguém leva todo o dinheiro embora. Cabe destacar que nestes casos, não se trata de uma quebra do contrato como está codificado (isto continua não sendo possível), mas sim de pessoas que entram em um contrato sem avaliar com cuidado possíveis brechas deixadas pelo criador para se aproveitar posteriormente.

## Economia
O Ethereum tem o segundo maior capital de criptomoedas, ficando atrás apenas do Bitcoin, devido ao seu foco em "contratos inteligentes" que geralmente são de investidores que usam o Ethereum para financiar startups e empresas de tecnologia.

### Compra e venda
O Ethereum pode ser comprado e vendido por casas de câmbio. Já existem casas de câmbios brasileiras em que é possível negociar a compra e a venda da criptomoeda.
Em 2021 o ETF da criptomoeda Ethereum é aprovado pela CVM. O anúncio foi feito pela gestora de recursos QR Asset obteve a aprovação de seu ETF (Exchange-traded Fund) baseado na moeda digital ether pela CVM (Comissão de Valores Mobiliários).

### Fatores de queda de valor
Uma das grandes quedas de valor da moeda foi causada por um roubo milionário no valor de 32 milhões de dólares no segundo semestre de 2017. Hackers exploraram uma falha em uma carteira virtual de multiassinatura, necessárias as validações de várias pessoas para o uso de seu fundo, e assim os hackers conseguiram transferir o Ethereum sem a autorização dos legítimos donos.

### Mercado tradicional
O Ethereum também atinge de certa forma o mercado tradicional, por exemplo, o mercado de chips gráficos. No segundo semestre de 2017 a alta do Ethereum fez com que a mineração da moeda fosse bastante lucrativa para pequenos mineradores, que no caso faziam a mineração da moeda através de placas gráficas e consequentemente a procura por essas placas foram crescendo e, ao mesmo tempo, os preços dessas placas ficaram bem mais altos que o normal, por conta da procura, os estoques de placas gráficas chegaram a esvaziar.

### Ethereum Classic
O Ethereum Classic (ETC) é uma criptomoeda que se originou de um hard fork (quando um blockchain se divide em dois). No começo existia um projeto chamado The DAO onde seus fundadores conseguiram arrecadar US$150 milhões de dólares em um crowdsale para financiar o projeto, mas devido ao código ruim dos seus fundadores um hacker conseguiu pegar US$50 milhões de dólares em Ethers do contrato do The DAO. A comunidade cripto junto com Vitalik Buterin decidiram fazer o fork para resgatar os milhões dos ethers perdidos dando origem ao Ethereum Classic.
Vitalik Buterin e a esmagadora dos desenvolvedores continuam trabalhando no Ethereum, o Ethereum Classic virou praticamente uma rede morta já que não possui atualizações.
Esse fork do Ethereum foi "apenas uma única vez", isso porque a rede na época ainda era muito nova e não haveria tantos danos na rede e na comunidade. Depois disso aconteceu outros hackers como o da carteira Parity onde um hacker explorou um bug do contrato e desviou 150.000 ethers (US$30 milhões na época), mas não houve um novo fork.
Projetos como TheDao e Parity são projetos de terceiros e não tem nada a ver com a Fundação Ethereum ou a rede Ethereum em si. Esses hackers conseguiram explorar código mal feito de seus fundadores. Hoje existem muitos padrões de desenvolvimento como o ERC20 e ERC721 que ajudam os desenvolvedores a criar contratos cada vez mais seguros.

## Contratos inteligentes
Contratos inteligentes são contratos de assinatura digital cuja verificação é realizada por meio de protocolos de computador, sem qualquer possibilidade de tempo de inatividade, censura, fraude ou manipulação por terceiros. Na rede Ethereum, contratos inteligentes podem ser implementados em quatro linguagens diferentes. Os contratos são compilados para a máquina virtual do Ethereum e em seguida anexados à blockchain personalizado.
As linguagens são:
- Solidity, similar a JavaScript
- Serpent, similar a Python
- Mutan, similar a C
- LLL, similar a Lisp

## Premiações
- Em 2014, Buterin venceu a Premiação Mundial em Tecnologia (World Technology Award) pela contribuição na criação e desenvolvimento do Ethereum.[14]

## "Morte" do criador
Em junho de 2017, surgiu boatos por toda a rede que disseminava informações sobre moedas virtuais de que o criador do Ethereum, Vitalik, havia falecido, o que causou uma forte oscilação negativa na força de valor do Ethereum provando para todo mercado que estava vulnerável as possíveis notícia e ate a manipulação delas.
Os usuários que causaram essa queda no valor da criptomoeda não foram a fundo checar a veracidade da informação. Vitalik chegou a vir a publico através de seu Twitter postando uma foto segurando um papel com a referência do bloco atual para provar que ainda está vivo, mas sem muito sucesso. Aproximadamente US$ 4 bilhões foram movimentados de ethereum para dinheiro real. Esse saque repentino ocasionou na desvalorização da moeda em aproximadamente 30% passando de US$ 317 para US$ 216

## Repercussão na mídia
A plataforma foi noticiada em uma série de publicações na mídia internacional em periódicos como
The Wall Street Journal, Wired, The Globe and Mail, SiliconANGLE, Al Jazeera, The Telegraph e Keiser Report.
No Brasil, notícias sobre o Ethereum podem ser encontradas em grandes sites especializados em criptoativos de uma forma geral, como o Cointelegraph Brasil e o CriptoFácil.